# Wangen im Allgäu
Wangen im Allgäu (letteralmente: "Wangen nell'Algovia") è una città tedesca situata nella parte sudorientale del Land del Baden-Württemberg, nel circondario di Ravensburg, a 15 km dal lago di Costanza.

## Geografia fisica
Wangen sorge sulle rive del fiume Argen superiore, a poca distanza dalla confluenza con l'Argen inferiore. La città è oggi formata dalla fusione del suo centro storico con i suoi sobborghi più vicini.

## Storia
La città è ricordata in un documento dell'anno 815 con il nome di Wangun.
Nel 1217, l'imperatore Federico II di Svevia ordinò che Wangen rimanesse nelle mani dell'Impero. Nel 1286, re Rodolfo I le concesse lo statuto di città libera dell'Impero.
Verso la fine del Medioevo la popolazione della città aumentò a causa della sua posizione (sorgeva al crocevia tra le città di Ravensburg, Lindau, Leutkirch e Isny) e grazie all'aumento del commercio attraverso le Alpi. La produzione e l'esportazione di prodotti manifatturieri, in particolare tessuti di canapa, fece confluire molto denaro nelle casse cittadine, che fu usato per acquistare terre al di fuori delle mura, così da tutelarsi da eventuali fluttuazioni economiche.
Durante il periodo napoleonico, nel 1802, Wangen perse lo status di città libera e passò dapprima nel regno di Baviera, quindi in quello del Württemberg (1810).
Nel 1936 la città assunse il nome attuale. Capoluogo del distretto rurale di Wangen dal 1938 fino al 1976, anno in cui il circondario venne soppresso ed incorporato in quello di Ravensburg. Nel 1973 la città è stata dichiarata dal governo del Land del Baden-Württemberg Große Kreisstadt, poiché la sua popolazione aveva superato i 20 000 abitanti.
Era un centro importante per l'industria tessile tedesca prima del declino di questo settore dall'ultimo decennio del secolo scorso.
Nel 1999 la parte bassa della città venne completamente allagata a causa di un'alluvione.

## Principali vie di comunicazione
- Autostrada federale A96 (Bundesautobahn 96)
- Autostrade federali A18 e A32
- Autolinea Ravensburg-Isny
- Linea ferroviaria Aulendorf–Kißlegg–Wangen–Hergatz–Lindau
- Linea ferroviaria Ulma (Ulm)–Memmingen–Kißlegg–Wangen–Hergatz–Lindau

## Amministrazione

### Gemellaggi
- La Garenne-Colombes
- Prato